# Resurs Bank

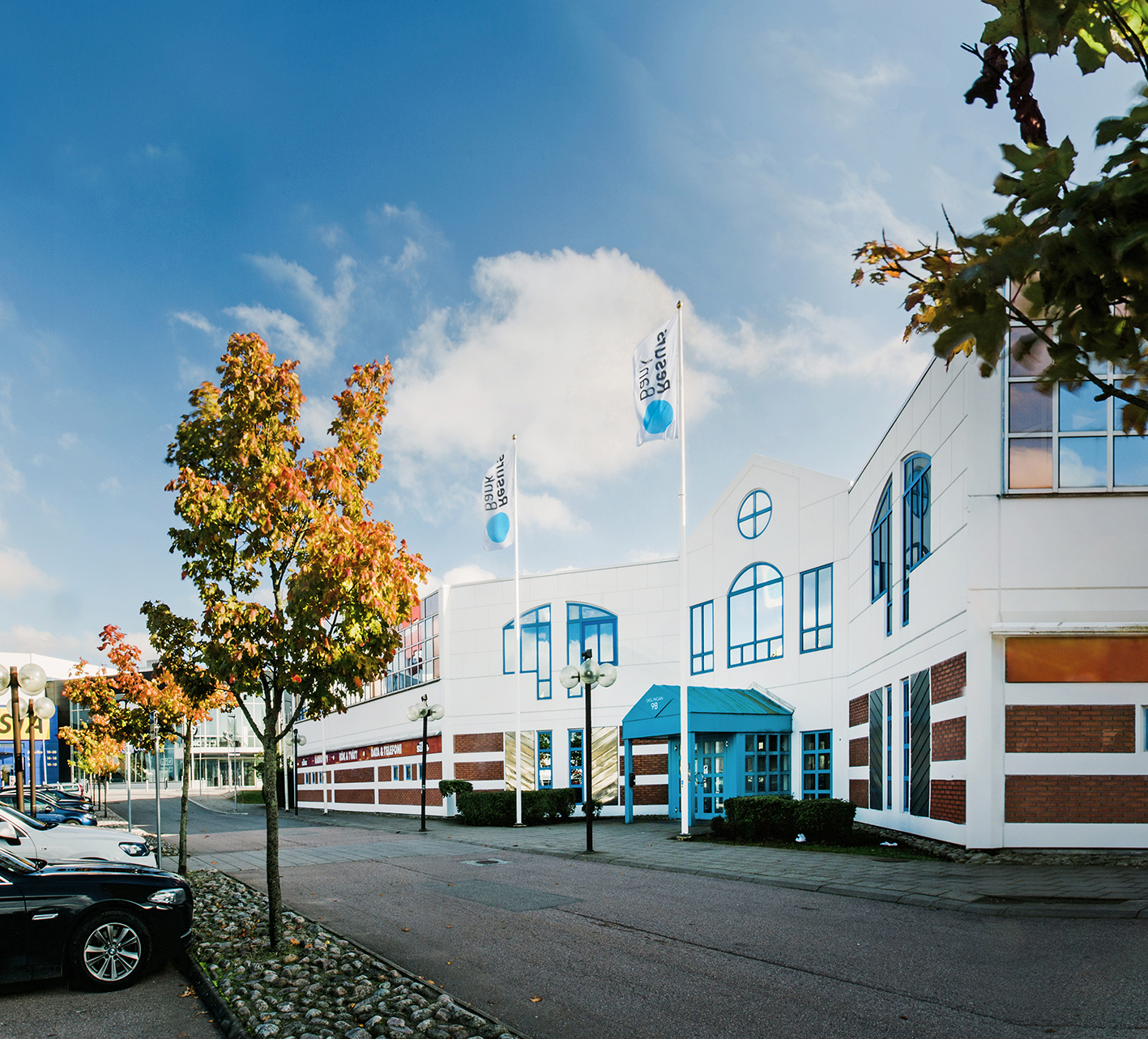
Resurs huvudkontor i Helsingborg

Resurs är en nordisk nischbank med inriktning på finansiella tjänster till privat- och företagsmarknaden. Inom privatmarknaden med  privatlån, kreditkort och sparkonton. Inom företagsmarknaden med Retail Finance (partnerskap och finansiering till detaljhandelns kunder) och factoring. Några av Resurs samarbetspartners inom finansiering i butik/e-handel är kedjor som SIBA, Bauhaus, NetOnNet, SOVA, Ticket, BMW och MIO.
Resurs har drygt 700 anställda i Sverige, Norge, Finland och Danmark och har huvudkontor i Helsingborg. Verkställande direktör för Resurs är Magnus Fredin, även koncernchef för Resurskoncernen som verkar genom dotterbolagen Resurs och Solid Försäkringar. Koncernen etablerades 1977, Resurs Finans grundades 1983 och 2001 fick Resurs bankoktroj och är idag ett av 32 svenska bankaktiebolag  samt står under tillsyn av Finansinspektionen.
Totalt har Resurs drygt 1 000 000 kontokunder  och ca 35 000 butiker under 1200 butikskedjor som sköter sina kreditlösningar via Resurs i Norden. Därigenom har Resurs byggt en kundbas på cirka 5 miljoner privatkunder i Norden.
Bankens sparkonto omfattas av den statliga insättningsgarantin.

## Historik
- 1986 introducerade Resurs Finans räntefritt (dvs ett lån utan ränta) i elektronikbranschen i Sverige.
- 1993 grundades Solid Försäkring
- 1998 etablerades bolaget i Danmark och år 2000 även i Norge och Finland.
- 1999 Resursgruppen växer när försäkringsbolaget Solid Försäkringar bildas.[4]
- I oktober 2001 registrerades Resurs Bank som bankaktiebolag.
- 2004 och 2012 fick Resurs Bank utmärkelsen ”Årets sparkonto” av Privata Affärer.
- 2005 lanserades Supreme Card Gold, ett kreditkort som är kopplat till Mastercard, och 2007 lanserades Supreme Card Woman i ett samarbete med Rosa Bandet.
- 2008 förvärvade Resurs Bank Kaupthing Finans.
- 2009 lanserades Supreme Card Green i samarbete med Naturskyddsföreningen och Supreme Card Refill.[5].
- Under 2010 planerades etableringen av företagets första filialkontor i Norge, en filial som öppnade i januari 2011.
- 2012 blev Nordic Capital majoritetsägare
- Sedan 2013 ägs Resurs Bank till 100% av Resurs Holding. 2013 började Resurs Bank fokusera på e-handel. 2013 blev det en stor nordisk expansion genom förvärv av Ellos Finans, Dan-Aktiv och Finaref [6].
- 2014 lanserades Supreme Card World.[5].
- 2015 uppgick låneportföljen till 18 miljarder kronor. Norska yA Bank förvärvades och Resurs Bank fick Privata Affärers utmärkelse "Årets Bankapp" för lojalitetsappen Loyo.
- 2016 blev Resurs Banks moderbolag, Resurs Holding, introducerades på Nasdaq Stockholm
- 2020 den första juni. Kenneth Nilsson lämnar Resurs efter 32 år. Nils Carlsson tar över som VD. Nils har tidigare varit VD för Electrolux Sverige och Fortnox. Nils blir också koncernchef för Resurs Holding.[7]
- 2021 i oktober byter kreditkorten namn från f.d. Supreme Card till Resurs.[8]
- 2022 den 27 april ändrade företaget namn från Resurs Bank till Resurs.

## Kreditkort
En kredit som tas genom ett elektronikföretag som till exempel SIBA via Resurs kopplas till ett MasterCard. När korten kopplas till Mastercard och en kredit utgår årsavgift för korten på 140-195 kr. När det handlar om lojalitetskort utan koppling till MasterCard är korten kostnadsfria, vilket är den vanligaste formen för profilerade lojalitetskort från Resurs. 
Resurs tillhandahåller även kreditkorten Resurs Card Gold och World.